# (1862) Apol·lo
(1862) Apol·lo és un asteroide del tipus Q, descobert per Karl Reinmuth el 1932, però es va perdre i no es va recuperar fins a 1973. El seu nom és en honor del déu grec Apol·lo.
Dona nom al grup asteroides Apol·lo, ja que fou el primer que es va descobrir, però a causa del fet que es va perdre durant un temps el nombre d'asteroide (1862) és major que el d'alguns altres asteroides Apol·lo, com (1566) Ícar. L'anàlisi de la rotació d'aquest objecte ha proporcionat evidència observacional de l'efecte YORP.
Va ser el primer asteroide reconegut a creuar l'òrbita de la Terra. També creua les òrbites de Venus i Mart, degut a la seva excentricitat.

## Satèl·lit
El 4 de novembre de 2005, es va anunciar que una lluna d'asteroide o satèl·lit d'Apol·lo, s'havia detectat mitjançant observacions de radar de l'Observatori d'Arecibo, Puerto Rico, 29 octubre - 2 novembre, 2005. La norma de designació provisional per aquest satèl·lit és S/2005 (1862), d'uns 80 metres de diàmetre i orbita a prop d'Apol·lo, en una òrbita a uns 3 km de radi.